# Нортроп (город, Миннесота)
Нортроп (англ. Northrop) — город в округе Мартин, штат Миннесота, США. На площади 0,4 км² (0,4 км² — суша, водоёмов нет), согласно переписи 2002 года, проживают 262 человека. Плотность населения составляет 674,7 чел./км².
- Телефонный код города — 507
- Почтовый индекс — 56075
- FIPS-код города — 27-47212[1]
- GNIS-идентификатор — 0648729[2]